# Гимнотообразные
Гимнотообразные (лат. Gymnotiformes) — отряд лучепёрых рыб. Принадлежат к неотропической зоогеографической области, населяют пресноводные водоёмы Центральной и Южной Америки. Имеют удлинённые тела и плавают с помощью сильно развитого анального плавника. Хвостовой и брюшные плавники отсутствуют. Эти ночные рыбы способны производить электрическое поле для навигации, связи, и, в случае электрического угря (Electrophorus electricus), для атаки и защиты. Несколько видов используется в аквариумистике, среди них — чёрная ножетелка (Apteronotus albifrons), обыкновенный гимнот (Gymnotus carapo), зелёная ножетелка (Eigenmannia virescens).
Эта группа считается сестринской группой сомообразных (Siluriformes), с которой они разошлись в меловом периоде около 120 млн лет назад.

## Классификация
В составе отряда выделяют два подотряда, 5 семейств с 33 родами и 208 видами:
- Подотряд Gymnotoidei — Гимнотовидные
  - Семейство Gymnotidae — Гимнотовые
- Подотряд Sternopygoidei — Стернопиговидные
  - Надсемейство Rhamphichthyoidea
    - Семейство Rhamphichthyidae — Рамфихтиевые
    - Семейство Hypopomidae — Хипопомовые

  - Надсемейство Apteronotoidea
    - Семейство Sternopygidae — Стернопиговые, или стеклянные ножетелки
    - Семейство Apteronotidae — Аптеронотовые, или хвостоперые ножетелки